# Acleisson Scaion
Acleisson Scaion (født 21. maj 1982) er en brasiliansk fodboldspiller.
Han har spillet for flere forskellige klubber i sin karriere, herunder Thespakusatsu Gunma.